# Labidosa sogai
Labidosa sogai är en fjärilsart som beskrevs av Diakonoff 1960. Labidosa sogai ingår i släktet Labidosa och familjen vecklare. Inga underarter finns listade i Catalogue of Life.